# ساعات الفزع (فلم)
ساعات الفزع  فيلم جريمة وإثارة للمخرج ياسين إسماعيل ياسين عام 1986، قام المخرج ياسين أيضا بكتابة القصة والسيناريو والحوار. الفيلم من بطولة بوسي وناهد يسري وهشام سليم وسناء لملوم، تدور الأحداث حول هدى مذيعة التلفزيون النشطة التي تتعرَّض لمحاولة قتل بعد إحدى الحلقات التي كانت تعرض فيها قصة امرأة قتلت زوجها وكانت تدافع عنها، ولكن المجرم لا يتركها حتى وهي داخل المستشفى.
منح موقع قاعدة بيانات الأفلام العربية «السينما.كوم» الفيلم درجة 4.5/ 10.

## طاقم التمثيل
بوسي: في دور هدى العلمي
ناهد يسري: في دور الدكتورة نرمين
هشام سليم: في دور حامد
سناء لملوم: في دور فتاة الليل
نبيل الشاذلي: في دور رأفت (مخرج التلفزيون)
خليل مرسي: في دور وكيل النيابة
رضا حامد: في دور عصمت
سمير رستم: في دور أبو حامد
بالاشتراك مع: محمد سلطان

## أحداث الفيلم
تبدأ أحداث الفيلم والمذيعة التلفزيونية هدى العلمي (بوسي) تستضيف وكيل نيابة (خليل مرسي) في برنامجها الأسبوعي «جريمة الأسبوع» حيث تناقشه حول قضية قتل متهمة فيها «عبلة فؤاد» بقتل زوجها، بينما المتهمة مصابة بكسور في العظام وارتجاج بالمخ. يفسر وكيل النيابة كيف أن المتهمة قتل زوجها ثم ألقت بنفسها من أعلى الدرج لتحدث بعض الإصابات ويتمكن محاميها من الدفع بأن المتهمة قتلت زوجها دفاعاً عن نفسها. تقف المذيعة في جانب المتهمة مما يجعل مخرج البرنامج، رأفت (نبيل الشاذلي) يعلنها بعدم إمكانية إذاعة تلك الحلقة حيث أن ما قالته في الحلقة هو تشهير بالمحكمة ونزاهة العدالة. تسارع هدى إلى بيتها لتجد مجهول يهاجمها وهو مقنع الوجه، وتكتشف مقتل خادمتها سنية وينجح المجهول في الهرب عند وصول رأفت إلى بيت هدى. يكشف حامد (هشام سليم) وجهه ويعود إلى بيته وتطلب منه جارته أن يقضي معها الليلة ويعتذر. ترقد هدى في المستشفى وتخبرها الدكتورة نرمين (ناهد يسري) أن حالتها مطمئنة، بينما يظهر حامد وهو يحمل الورود ويسأل عن غرفة هدى حيث يقوم بقطع خرطوم تنفسها ويجلس ينتظر موتها وهي على رأسها قناع التنفس الصناعي، ويلتقط لها بعض الصور أثناء كفاحها للنجاة من الموت، وعندما تأتي ممرضة يعاجلها بطعنة في الصدر لتسقط ميتة. نكتشف أنا المستشفى قد قامت بنقل هدى إلى غرفة أخرى مما تسبب في بقائها على قيد الحياة. يجد حامد أن الدكتورة نرمين تعتني بهدى فتتحول مطاراداته للدكتورة ويهاجم بيتها وأطفالها. تستمر مطاردة حامد للمذيعة هدى بإصرار حتى أنه يقتل ويصيب من يعترض طريقه وتنتهي الأحداث عندما يواجه حامد طريدته هدى ويخبرها أنها مثل من تدافع عنهم في برنامجها، فهي تتحدث ولا تستمع، فهي مثل عبلة فؤاد وأنه جاء ليجعلها تستمع ولكنه يحمل سكيناً، تنجح هدى في طعنه وتسارع بالهرب.

## وصلات خارجية
- ساعات الفزع على موقع IMDb (الإنجليزية)
- ساعات الفزع على موقع الدهليز
- ساعات الفزع على موقع قاعدة بيانات الأفلام العربية
- ساعات الفزع على موقع الدهليز
- ساعات الفزع على موقع كاروهات

https://watch.plex.tv/movie/saat-al-fazagh نسخة محفوظة 7 أكتوبر 2022 على موقع واي باك مشين. ساعات الفزع (فلم)
https://movie.douban.com/subject/5225356/ ساعات الفزع (فلم)
https://www.kinobox.cz/film/287961-saat-al-fazagh ساعات الفزع (فلم)
https://www.csfd.cz/film/741063-saat-al-fazagh/hraji/ ساعات الفزع (فلم)